# 요엘 피놀
요엘 세군도 피놀 리바스(스페인어: Yoel Segundo Finol Rivas, 1996년 9월 12일~)는 베네수엘라의 권투 선수이다. 올림픽에 2회 참가했고 2016년 하계 올림픽 남자 플라이급 종목에서 은메달을 획득했다.